# Primeira Matinée
Primeira Matinée foi um programa de televisão português, uma sessão de filmes exibida pela RTP1 semanalmente à tarde. Esta foi uma das sessões mais famosas de televisão de sempre, onde se estrearam na RTP1 os mais célebres filmes da história da 7ª Arte.

## Periodicidade
Desde a célebre rubrica "Tarde de Cinema", que a RTP1 tinha o costume de exibir sempre aos Domingos à tarde um filme estrangeiro ou português de grande sucesso, com o objectivo de proporcionar entretenimento familiar aos telespectadores. Daí nasceu a "Primeira Matinée". Quando a "Primeira Matinée" começou, foi em meados de 1986, e inicialmente era transmitido ao domingo, às 15 horas, aproximadamente.
A partir de 1990, com o sucesso que a Rede Globo provocou com as "Sessões da Tarde", a RTP teve também a ideia de exibir de segunda a sexta, ao início da tarde, um filme de longa-metragem. Com a entrada da nova grelha de emissão, entre 1990 e 1991, a RTP1 passou a emitir a "Primeira Matinée" às 14 e 45 de segunda a sexta, aproveitando para se fazerem reexibições de filmes que já há algum tempo não eram emitidos na RTP, e a exibição de novos filmes na "Primeira Matinée" passou a ser reservada aos Sábados e Domingos, às 15 e 55.
Em 1991 a RTP viu que o modelo de exibição de filmes diários fazia sucesso, mas não era a melhor opção para as possibilidades da RTP. Por isso, a RTP1 passou a exibir a "Primeira Matinée" sómente aos Sábados e domingos às 15 horas, aproximadamente. A rubrica continuou no ar na RTP1 até ao ano de 1996, ano em que se modificou de uma vez para sempre a grelha da RTP, mas a rubrica ficou na memória de todos os telespectadores da televisão da época.
Variadas obras-primas do cinema foram exibidas na "Primeira Matinée", desde "O Oiro da Discórdia" com Randolph Scott até "Fama" de Alan Parker. E era usual também a "Primeira Matinée" exibir as obras cinematográficas desconhecidas da Walt Disney, e filmes de desenhos animados de grande sucesso, como "Pinóquio" de 1940, "Os 101 Dálmatas" de 1961, "A Bela Adormecida" de 1959 ou "Alice no País das Maravilhas" de 1951, ambas da Walt Disney, incluindo-se também as célebres obras de Ásterix e Obélix.

## Filmes Exibidos na Primeira Matinée
Os filmes que foram estreados em televisão na "Primeira Matinée", alguns exibidos ou reexibidos também, foram dos mais variados tipos e os que mais fizeram sucesso na televisão, como demonstra a lista dos seguintes exemplos que apresentamos de filmes que foram estreados, exibidos ou reexibidos na "Primeira Matinée":

### 1986
| Dia de exibição       | Titulo do filme e ano | País de origem | Elenco principal | Tempo de exibição   |
| --------------------- | --------------------- | -------------- | ---------------- | ------------------- |
| 26 de outubro de 1986 |                       |                |                  | 1 hora e 45 minutos |

### 1990
| Dia de exibição        | Titulo do filme e ano              | País de origem               | Elenco principal                                                                             | Tempo de exibição   |
| ---------------------- | ---------------------------------- | ---------------------------- | -------------------------------------------------------------------------------------------- | ------------------- |
| 18 de setembro de 1990 | Tarzan e a Companheira (1934)      | Estados Unidos               | Johnny Weissmuller, Maureen O'Sullivan, Neil Hamilton, Paul Cavanaugh, Nathan Curry          | 1 hora e 30 minutos |
| 19 de setembro de 1990 | O Testa de Ferro (1976)            | Estados Unidos               | Woody Allen, Zero Mostel, Herschel Bernardi                                                  | 1 hora e 35 minutos |
| 20 de setembro de 1990 | Terra Bruta (1961)                 | Estados Unidos               | James Stewart, Richard Widmark, Shirley Jones, Linda Cristal, Andy Devine, John McIntire     | 1 hora e 45 minutos |
| 21 de setembro de 1990 | O Misterioso Mr. Mackintosh (1973) | Estados Unidos · Reino Unido | Paul Newman, Dominique Sanda, James Mason                                                    | 1 hora e 40 minutos |
| 22 de setembro de 1990 | As Diabruras de Jane (1953)        | Estados Unidos               | Doris Day, Howard Keel                                                                       | 1 hora e 40 minutos |
| 25 de setembro de 1990 | Os Dois Indomáveis (1969)          | Reino Unido                  | David Bradley, Brian Glover, Freddie Fletcher, Lenny Perry                                   | 1 hora e 45 minutos |
| 26 de setembro de 1990 | Viagem Fantástica (1966)           | Estados Unidos               | Stephen Boyd, Raquel Welch, Edmond O'Brien, Donald Pleasence, Arthur O'Connell               | 1 hora e 40 minutos |
| 27 de setembro de 1990 | Escrito no Vento (1956)            | Estados Unidos               | Rock Hudson, Lauren Bacall, Robert Stack, Dorothy Malone                                     | 1 hora e 50 minutos |
| 28 de setembro de 1990 | Júlia (1977)                       | Estados Unidos               | Jane Fonda, Vanessa Redgrave, Jason Robards, Maximilian Schell, Meryl Streep                 | 1 hora e 45 minutos |
| 29 de setembro de 1990 | Os Trinta e Nove Degraus (1935)    | Reino Unido                  | Robert Donat, Madeleine Carroll, Lucie Mannheim, Godfrey Tearle, Peggy Ashcroft, John Laurie | 1 hora e 45 minutos |
| 2 de outubro de 1990   | Más Companhias (1951)              | Estados Unidos               | Lizabeth Scott, Jane Greer                                                                   | 1 hora e 35 minutos |

- "Tarzan em Nova Iorque" com Johnny Weissmuller
- "O Campeão" de Franco Zeffrelli
- "Fama" de Alan Parker
- "O Grande Amor da Minha Vida" com Cary Grant e Deborah Kerr
- "O Rei do Laço" com Dean Martin
- "O Vôo da Fénix" com James Stewart
- "Ásterix - O Gaulês", filme de desenhos animados
- "A Fuga de Tarzan" com Johnny Weissmuller
- "O Atirador" com John Wayne e Lauren Bacall
- "Intriga em Família" de Alfredo Hitchcock com Karen Black
- "Amor Sem Barreiras - West Side Story" com Natalie Wood
- "Ásterix, o Gaulês", filme de desenhos animados
- "Ásterix e Cleópatra", filme de desenhos animados
- "Tempestade na Jamaica" com Anthony Quinn
- "O Dona Elvira"
- "Helena e os Homens"
- "Abnegação" com Rock Hudson
- "As Sandálias do Pescador" com Anthony Quinn
- "Alvorada Vermelha"
- "Conan, o Destruidor"
- "A Dama de Xangai" com Rita Hayworth e Orson Welles
- "Tarzan Encontra um Filho" com Johnny Weissmuller
- "Vida Moderna"
- "Madigan"
- "Tron" da Walt Disney
- "Benji e os Quatro Cachorrinhos" de Walt Disney
- "Choque de Titãs" com Lawrence Olivier
- "A Dama de Xangai" de Orson Welles, com Rita Hayworth
- "Annie Hall" com Woody Allen
- "Balada ao Luar" com Doris Day
- "O Vôo da Fénix" com James Stewart
- "Jerry, Enfermeiro Sem Diplomacia"
- "O Herói do Ano 2000"
- "Ensina-me a Viver"
- "Atrás do Espelho" de Nicholas Ray com James Mason
- "A Fuga do Tarzan" com Johnny Weissmuller
- "A Cigana Vermelha"
- "O Homem que Queria Ser Rei", de John Huston com Sean Connery
- "Aconteceu em Xangai" de Josef Von Stenberg
- "Assim Nasce uma Estrela" de George Cukor, com Judy Garland
- "Duelo ao Sol" de King Vidor com Jennifer Jones e Joseph Cotten
- "Fuga no Século XXI"
- "Operação Golfinho" com George Scott
- "O Oiro da Discórdia" de André de Toth, com Randolph Scott
- "Esporas de Aço" de Anthony Mann, com James Stewart
- "Paixão de Marinheiro" com Gene Kelly, Frank Sinatra e Kathryn Grayson
- "Um Dia em Nova Iorque" com Gene Kelly e Frank Sinatra
- "A Coragem de Lassie" com Elizabeth Taylor

Isto é um exemplo de alguns dos filmes que a rubrica "Matinée" exibiu na RTP1 desde a sua existência até hoje.